# Judah Benrey
Judah Benrey (auch Juda Ben Rey und Yehuda Ben Rey) war ein jüdischer Gelehrter des 18. Jahrhunderts und von 1715 bis 1717 Großrabbiner in Konstantinopel.